# Леперванш, Леон де
Леон де Леперванш (фр. Léon de Lépervanche; 21 ноября 1907, Сен-Дени — 14 ноября 1961, Ле-Порт) — реюньонский коммунистический политик, профсоюзный деятель и журналист, наряду с Раймоном Вержесом известный как один из отцов предоставления острову Реюньон статуса департамента.

## Биография
Леперванш родился в семье среднего достатка, но в 1923 году он сменил свой статус и занял скромную должность на железной дороге, став в итоге одним из ведущих профсоюзных лидеров на острове. Будучи генеральным секретарем Федерации труда Реюньона, он инициировал всеобщую забастовку 23 января 1937 года. После забастовок августа 1938 года был уволен с поста начальника почты.
С началом в 1939 году Второй мировой войны он был членом Лиги прав человека вместе с Раймоном Вержесом и вьетнамским принцем в изгнании Винь Шаном. После поражения Франции губернатор Пьер Эмиль Обер подчинил остров вишистскому режиму Петена, и Леперванш в течение двух лет (1940—1942) подвергался проверкам со стороны властей. Убеждения Леперванша действительно побудили его присоединиться к Сопротивлению, и в 1941 году Специальный уголовный суд приговорил его к трём месяцам тюремного заключения.
После освобождения сыграл заметную роль в освобождении Реюньона 28 ноября 1942 года, организовав на острове с помощью докеров и железнодорожников поддержку прибывших Сил Свободной Франции и союзников. После высадки 80 французских солдат с эсминца «Леопард» он завладел ратушей. После войны он получил французскую медаль Сопротивления, от которой отказался.
Он был одним из основателей газеты Le Communiste в 1944 году и её директором до 1945 года. депутатом с ноября 1946 года по июнь 1951 года. Вместе с Раймоном Вержесом, заручившись поддержкой депутата с Мартиники Эме Сезера, достигли предстовления статуса департаментов для четырёх французских колоний (Реюньона, Гвианы, Гваделупы, Мартиники) законом от 19 марта 1946 года. Его роль принесла ему титул «отца департаментализации».
Он оставался мэром города Ле-Порт с 1945 года до своей смерти в 1961 году. При нём в состав муниципального совета города впервые вошли женщины. Участвовал в создании Коммунистической партии Реюньона.